# Giuseppe Rensi
Giuseppe Rensi, nacido el 31 de mayo de 1871 en Villafranca di Verona y fallecido el 14 de febrero de 1941 en Génova, fue un filósofo y abogado italiano.

## Biografía
Giuseppe Rensi era titular de la cátedra de ética en la Universidad de Génova y es considerado como un promotor del relativismo. Al principio de su carrera, es partidario de la revolución conservadora en Italia.
En su folleto de 1920, Filosofia dell'autorità, sostiene la imposibilidad de una conciliación entre las diferentes visiones del mundo y que por lo tanto debe existir una autoridad política única que establezca el orden en la sociedad. Apoya pues el movimiento fascista que estaba naciendo. En 1925, sin embargo, con su obra Apologia dell'ateismo, se opone a  Benito Mussolini y apoya a Benedetto Croce, autor de un manifiesto contra el fascismo. 
En 1927, es apartado de su puesto de docente y es arrestado durante un tiempo en 1930.
Fue miembro de la francmasonería.
En su tumba figura la frase, en referencia a su oposición, Etiam si omnes, ego non.

## Obras

### Obras traducidas en español
- Contra el trabajo, [«Critica del lavoro»], posfacio y traducción de Paul Viejo, Cádiz, Firmamento Editores, 2021, 144 p. ISBN 978-84-123407-6-1
- La filosofía de la autoridad, [«La filosofia dell'autorità»], trad. de Cipriano Rivas Cherif, Madrid, Ediciones Jason, 1930,338 p.

### Obras traducidas en francés
- La philosophie de l'absurde, [« La filosofia dell'assurdo »], trad. de Patricia Farazzi et Michel Valensi, Paris, Éditions Allia, 1996, 234 p. ISBN 2-911188-05-5
- Spinoza, [« Spinoza »], trad. de Marie-José Tramuta, Paris, Allia Éditions, 2014, 128 p. ISBN 978-2-84485-883-2
- Lettres spirituelles d’un philosophe sceptique, [« Lettere spirituali »], trad. de Marie-José Tramuta, Paris, Allia Éditions, 2015, 176 p. ISBN 979-10-304-0030-4
- Contre le travail, [« Il lavoro »], préface de Gianfranco Sanguinetti, trad. de Marie-José Tramuta, Paris, Allia Éditions, 2017, 144 p. ISBN 979-10-304-0479-1